# Parafia Podwyższenia Krzyża Świętego w Cewkowie
Parafia Podwyższenia Krzyża Świętego w Cewkowie – parafia rzymskokatolicka znajdująca się w dekanacie Cieszanów, w diecezji zamojsko-lubaczowskiej.

## Zasięg parafii
Do parafii należą wierni z Cewkowa i Woli Cewkowskiej. 

## Historia
Początkowo mieszkańcy Cewkowa należeli do parafii w Starym Dzikowie. W 1927 roku podjęto decyzję o budowie kościoła, który zbudowano w latach 1934–1938, według projektu arch. Józefa siekierskiego. Dokończenie budowy nastąpiło po II wojnie światowej, a 25 listopada 1945 roku nastąpiło poświęcenie kościoła pw. św. Wojciecha.
W 1946 roku utworzono samodzielną ekspozyturę, a 24 lutego 1970 roku erygowano parafię. W 1972 roku dobudowano przedsionek, a w latach 1978–1979 dobudowano dwie kaplice i zakrystię. Od 30 października 1964 roku w kościele znajduje się łaskami słynący Obraz Serca Pana Jezusa Miłosiernego, pochodzący z Kozłowa. Do parafii przynależą Cewków i Wola Cewkowska, gdzie jest 1470 wiernych.
Proboszczami parafii byli m.in.: ks. Tadeusz Łomnicki, ks. Władysław Bednarczyk (1985–2000), ks. Mieczysław Kornaga (2000–2009).

## Cudowny obraz
Obraz Serca Pana Jezusa Miłosiernego znajdował się w kościele w Kozłowie pod Tarnopolem. 13 marca 1765 roku z obrazu zaczęły spływać krwawe krople, a 16 marca cudowne zjawisko nastąpiło po raz drugi. Abp lwowski Wacław Hieronim Sierakowski powołał kościelną komisję do zbadania prawdziwości cudu. Do cudownego obrazu zaczęli przychodzić rzesze pielgrzymów, doznających licznych łask. 2 lipca 1944 roku podczas frontu Niemcy zburzyli kościół. Wierni po przeszukaniu gruzowiska odnaleźli nietknięty obraz.
Po wysiedleniu Polaków z kresów wschodnich obraz został przewieziony przez ks. Michała Zawadeckiego do Kujakowic koło Kluczborka. Po jego śmierci w 1964 roku zgodnie z testamentem został przekazany do Administratury Apostolskiej w Lubaczowie. W październiku 1964 roku za zgodą adm. ks. Jana Nowickiego, ks. ekspozyt Tadeusz Łomnicki przewiózł obraz z Opola do Cewkowa. 30 października 1964 roku obraz został zawieszony w ołtarzu.